# Franziskanerinnen von Erlenbad

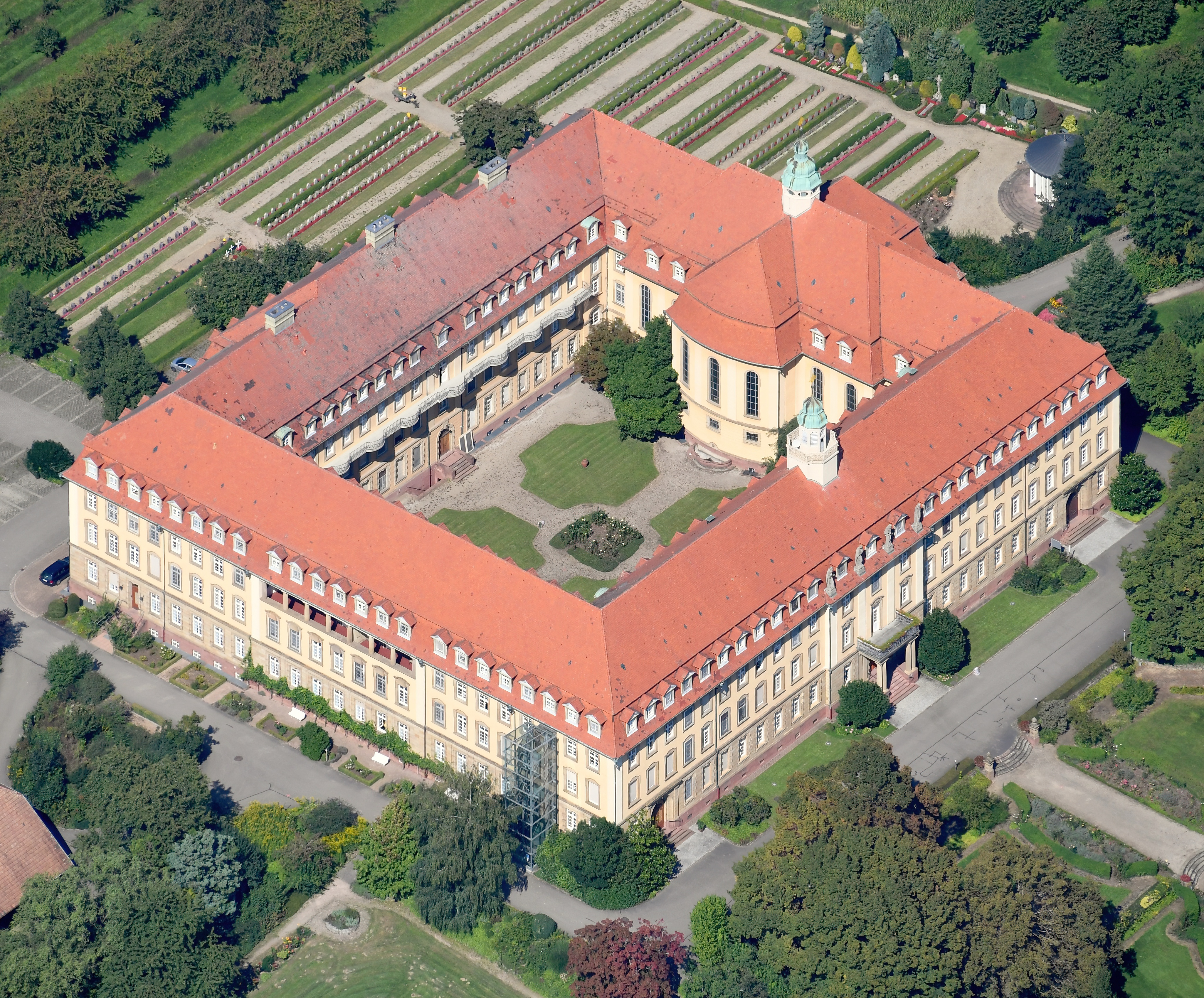
Der Konvent St. Joseph in Erlenbad, Mutterhaus von 1919 bis 2023, aus der Vogelperspektive

Die Franziskanerinnen von Erlenbad (Obersasbach in Baden) sind ein römisch-katholischer Frauenorden. In Nordamerika, wo sich heute das Generalat befindet, sind sie auch unter dem Namen School Sisters of St. Francis (Ordenskürzel: SSSF, Kongregation der Schulschwestern des heiligen Franziskus) bekannt.
Die Kongregation wurde 1859 durch den Pfarrer Franz Xaver Lender im heutigen Rheinmünster gegründet, der Waisenkinder in der verlassenen Benediktinerabtei Schwarzach im Schwarzwald unterbrachte und zu deren Betreuung einen Schwesternorden begründete. Die ersten Schwestern waren Sr. Alexia Höll (1839–1918), Sr. Alfons Schmidt und Sr. Clara Seiter.
Wegen des Kulturkampfes wanderten 1873 diese Schwestern in die USA aus und bauten unter Leitung von Schwester Alexia Höll in Milwaukee 1874 ihr erstes Kloster St. Joseph. Die Kongregation entwickelte sich dort eigenständig weiter, wurde 1911 päpstlich anerkannt und breitete sich rasch aus. Seit 1900 ist der Orden eine Kongregation päpstlichen Rechts.
Ab 1895 gründeten sie auch in Deutschland und der Schweiz wieder Niederlassungen, die erste war das Kloster in Erlenbad. 1907 wurde die deutsche Provinz unter dem Namen Erlenbader Franziskanerinnen eigenständig, 1919 wurde der Konvent St. Joseph in Erlenbad zum Mutterhaus der Provinz. Zu dieser Provinz gehören heute auch Niederlassungen in Honduras.
Die Schwestern waren in Nordamerika von Anfang an hauptsächlich in den Pfarrschulen tätig, weil Religionsunterricht an staatlichen Schulen in den USA nicht erlaubt ist.
Die Ordensschwestern sind heute außerdem in Kindergärten, Krankenhäusern, Schulen und Altersheimen tätig. Die Kongregation ist zum Beispiel einer der Gesellschafter der im Jahr 2000 gegründeten Regionalverbund kirchlicher Krankenhäuser gGmbH mit Sitz in Freiburg im Breisgau. Als einer der ersten Orden gründeten die Schwestern Wohnheime für berufstätige Mädchen und Studentinnen. Seit den 1970er Jahren gibt es zwei Provinzen in Indien und eine Provinz in Südamerika.
Aus Altersgründen und wegen fehlenden Nachwuchses gaben die Schwestern im Jahr 2023 den Konvent St. Joseph auf. Der offizielle Sitz der Gemeinschaft ist seitdem im Haus Portiunkula, Schwestern wohnen außerdem im Exerzitienhaus Hochfelden und im Pflegeheim Erlenbad.
Heute gibt es weltweit etwa 1200 Schwestern, davon 700 in den USA.